# Bodarna (Uppsala)
Bodarna is een plaats in de gemeente Uppsala in het landschap Uppland en de provincie Uppsala län in Zweden. De plaats heeft 118 inwoners (2005) en een oppervlakte van 27 hectare.